# 16999 Ajstewart
16999 Ajstewart è un asteroide della fascia principale. Scoperto nel 1999, presenta un'orbita caratterizzata da un semiasse maggiore pari a 2,4208898 UA e da un'eccentricità di 0,1675471, inclinata di 3,06072° rispetto all'eclittica.